# Нивиллер
Нивилле́р (фр. Nivillers) — коммуна на севере Франции, регион О-де-Франс, департамент Уаза, округ Бове, кантон Муи. Расположена в 8 км к северо-востоку от Бове, в 1 км от автомагистрали А16 "Европейская" и в 5 км от аэропорта Париж-Бове.
Население (2018) — 188 человек.

## Достопримечательности
- Шато Нивиллер XVIII века
- Церковь Святого Люсьена XVI века

## Галерея

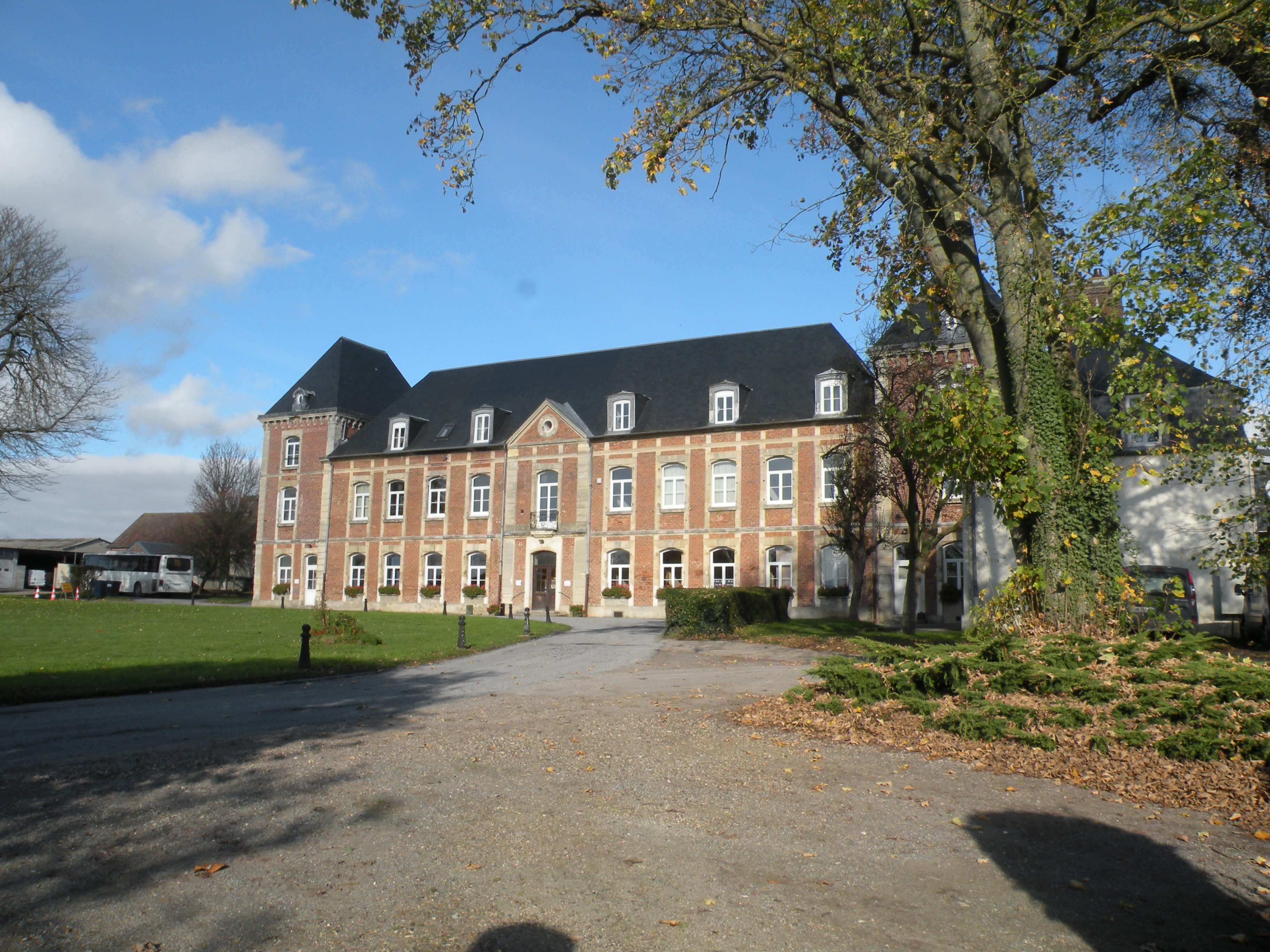
Шато Нивиллер
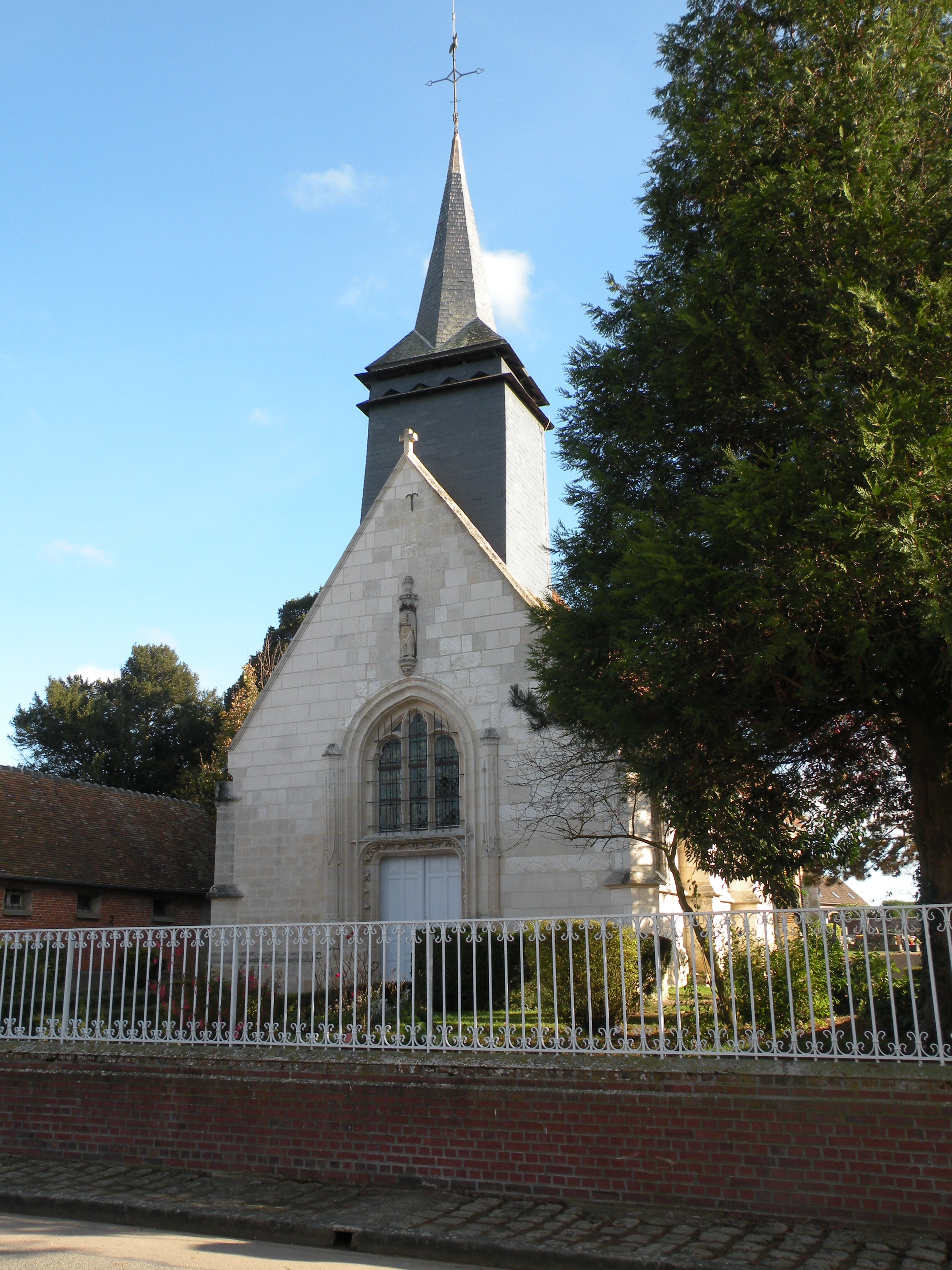
Церковь Святого Люсьена

1. 1 2  база данных о французских коммунах — Национальный географический институт Франции, 2015.